# Benjamin Bachelier
Benjamin Bachelier, né à Grenoble en 1975, est un illustrateur, dessinateur de bande dessinée et peintre français.

## Biographie
Benjamin Bachelier grandit à Grenoble. Sa mère est artiste peintre.
Il passe un baccalauréat d'arts plastiques à Grenoble. Après des études de beaux-arts à Angoulême, il se consacre à l'illustration pour la presse et l'édition jeunesse ainsi qu'à la bande dessinée, tout en occupant des emplois précaires à Paris. Il publie plusieurs albums et réalise des couvertures de livres pour les éditions Casterman, Nathan, Glénat et Actes Sud. Il vit et travaille à Nantes depuis 2003.
Depuis 2010, ses travaux portent plus fréquemment sur la peinture à l’huile en grand format ainsi que sur des « acryliques, aquarelles, dessins et encres ».
L'artiste se dit profondément influencé par Enki Bilal et Hugo Pratt ; il apprécie aussi Jean-Jacques Sempé.

### Carrière en bande dessinée
En 2006 paraissent ses premiers albums : il remplace Hervé Tanquerelle pour la série Le Legs de l'Alchimiste. En 2009, sur un scénario ayant en toile de fond la Russie et écrit par Marion Festraëts, Bachelier dessine Dimitri Bogrov en couleur directe. L'album, qui dénote l'influence graphique d'Edward Gorey, attire des critiques positives sur L'Express et sur Actua BD, malgré quelques imperfections.
Avec Stéphane Melchior au scénario, Bachelier dessine Gatsby le magnifique en 2013, d'après le roman de F. Scott Fitzgerald. Cette même année, les éditions Tishina lui proposent d'illustrer Le Soleil des Scorta de Laurent Gaudé, avec l'approbation de l'écrivain. Les dessins ont fait l'objet d'expositions à Vannes.
Le duo avec Festraëts recommence une collaboration pour Ulysse Wincoop, en 2015. Le récit porte sur le massacre des Sioux. Cette variation sur la bande dessinée de western est « mis en images avec beaucoup d’émotion » et attire des critiques positives de La Croix et Télérama. Bachelier dit s'être inspiré des ambiances de Maynard Dixon. Les dessins sont exposés dans plusieurs lieux, comme la Galerie Le Rayon vert à Nantes.
En 2016, de nouveau avec Melchior, l'artiste participe à une exposition sur une adaptation d'un roman d'Herman Melville : Taïpi, un paradis cannibale. L'ouvrage est remarqué dans M Le Magazine du Monde et sur BD Gest.
À partir de 2021, il retrouve Stéphane Melchior avec qui il travaille sur une adaptation du Clan des Otori de Lian Hearn, une saga romanesque à succès située dans un Japon féodal imaginaire. Chaque roman est adapté en trois tomes. Bachelier dessine au pinceau et à l'encre de chine sur des planches au format raisin, et travaille la couleur de façon narrative, à la façon de Morris dans Lucky Luke,.

## Œuvre

### Bandes dessinées
- Le Legs de l'Alchimiste, scénario Hubert, Glénat, intégrale :  (ISBN 9782723479806) coll. « La Loge noire »
  - Tome 4, 2006 : Maître Helvetius
  - Tome 5, 2007 : Anna & Zaccharia
- 2009 : Dimitri Bogrov, scénario Marion Festraëts, Gallimard-Bayou
- 2010 : Dom Juan ou Le festin de pierre de Molière, scénario, Sylvain Ricard et Myrto Reiss, Delcourt
- 2013 : Gatsby le magnifique, scénario Stéphane Melchior d'après l'œuvre de Francis Scott Fitzgerald, Gallimard BD[15]
- 2014 : Le Soleil des Scorta, auteur Laurent Gaudé (prix Goncourt) ; édition illustrée chez Tishina  (ISBN 979-10-91472-03-6)[16]
- 2015 : Ulysse Wincoop , scénario Marion Festraëts, coll. Bayou Gallimard - Sélection Jeunesse du Festival d'Angoulême 2016[17]
- 2016 : Taïpi, un paradis Cannibale, scénario Stéphane Melchior d'après l'œuvre d'Herman Melville, Gallimard BD.
- 2019 : Cœur de Ténèbres (dessin et couleurs), scénario de Jean-Pierre Pécau, Delcourt, coll. Mirage.  (ISBN 978-2-7560-8551-7)[18]
- 2023 : Oliphant, scénario de Loo Hui Phang, Futuropolis[19].

#### Le Clan des Otori
- 1 Le Silence du Rossignol, Gallimard, Paris, 03/03/2021
Scénario : Stéphane Melchior, d'après Lian Hearn - Dessin et couleurs : Benjamin Bachelier - (ISBN 9782075123341)
- 2 Le Silence du Rossignol, Gallimard, Paris, 27/10/2021
Scénario : Stéphane Melchior, d'après Lian Hearn - Dessin et couleurs : Benjamin Bachelier - (ISBN 9782075123389)
- 3 Le Silence du Rossignol, Gallimard, Paris, 05/10/2022
Scénario : Stéphane Melchior, d'après Lian Hearn - Dessin et couleurs : Benjamin Bachelier - (ISBN 9782075123426)
- 4 Les Neiges de l'exil, Gallimard, Paris, 20/03/2024
Scénario : Stéphane Melchior, d'après Lian Hearn - Dessin et couleurs : Benjamin Bachelier - (ISBN 9782075197007)

### Livres jeunesse
- 1999 : Contes et légendes du Poitou et des Charentes de Denis Montebello, Nathan
- 2000 : Ba de Jean-François Chabas, Casterman
- 2002 :
  - Les Fabuleuses Histoires de Merlin et du Roi Arthur, auteur Gilles Massardier, Éditions Tourbillon
  - Le Chat botté, auteur Charles Perrault, Éditions Tourbillon
- 2003 : Mon Roman de Renart, auteur Xavier Kawa-Topor, Actes Sud
- 2004 : Comment coincer les ravisseurs de Gertie ?, auteur Linda Bailey, Actes Sud Junior
- 2013 : L'affaire Olympia les secrets mathématiques de T. Folifou, avec Mickaël Launay, Le Pommier.
- 2012/2014 : Mathieu Hidalf, auteur Christophe Mauri, romans, 6 volumes parus, Gallimard
- 2019 : L'Île au Trésor, adapté en bande dessinée, d'après Stevenson. Casterman Jeunesse.